# توان آماری

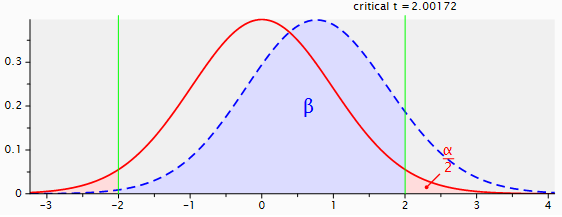
نمودار توان آماری

توان یک آزمون آماری احتمال رد کردن فرض صفر اشتباه می‌باشد (احتمال آنکه تست آماری مرتکب خطای نوع دوم نشود). هر چه توان یک تست بیشتر باشد احتمال وقوع خطای نوع دوم کمتر خواهد بود.
محققان همیشه نگران این بوده‌اند که نکند فرضیه صفر را رد کنند در حالی که در واقع درست بوده‌است (تست آماری مرتکب خطای نوع یک شود) یا اینکه نتوانند فرضیه صفر را رد کنند در حالی که این روش‌های استفاده شده بوده‌اند که اثری واقعی داشته‌اند (تست آماری مرتکب خطای نوع دو شود). توان آماری یک تست، احتمال آن است که منجر به این می‌شود که شما فرضیه صفر را رد کنید وقتی فرضیه در واقع غلط است. چون بیشتر تست‌های آماری در شرایطی انجام می‌شوند که عامل اصلی(treatment)، حداقل کمی اثر روی نتیجه دارد، توان آماری به صورت احتمال اینکه آن تست "منجر به نتیجه‌گیری درستی در مورد فرضیه صفر می‌شود"، تعبیر می‌شود.
توان یک تست آماری عبارت است از: یک، منهای احتمال ایجاد خطای نوع دو. یا به عبارتی، احتمال اینکه شما از خطای نوع دو دوری می کنید.
در مطالعات با توان آماری بالا، خیلی کم پیش میاید که در تشخیص اثرات تمرین اشتباه کنند.
توان یک تست آماری، شامل عملکردِ: حساسیت، اندازه اثر در جمعیت آماری، و استانداردهای استفاده شده برای اندازه‌گیری فرضیه آماری است.
- ساده‌ترین راه برای افزایش حساسیت یک تحقیق، افزایش تعداد آزمودنی‌هاست.
- در مورد استاندارد، ساده‌تر آن است که فرضیه صفر را رد کنیم اگر سطح معناداری، ۰.۰۵ باشد تا ۰.۰۱ یا ۰.۰۰۱.
سه قدم برای تعین توان آماری:
۱- مشخص کردن حد، برای معنی دار بودن آماری.
فرضیه چیست؟ سطح معناداری چقدر است؟
۲- حدس زدن اندازه اثر.
انتظار دارد که درمان(treatment)، دارای اثری کم، زیاد، یا متوسط باشد؟